# Bouvet (outil)
Pour les articles homonymes, voir Bouvet.
En menuiserie, un bouvet est un type de rabot qui se présente toujours par paire, parce qu'il sert à faire les rainures et languettes des planches ou "lames" que l'on veut réunir en les juxtaposant, par exemple pour réaliser un parquet à l'ancienne ; l'un des deux bouvets a un fer fourchu qui sert à faire la languette, et l'autre a un fer étroit comme un bec d'âne (ciseau à bois à lame de section carrée), et sert à faire la rainure.
Il en est un second type qu'on nomme "bouvet de deux pièces", dont les chevilles sont mouvantes afin de le rendre propre à être rallongé à volonté, et sur lequel se montent divers outils pour faire des rainures, élégissements et autres ravalements.
Noter que cet outil doit impérativement s'utiliser dans le sens du fil du bois sous peine d'échec.

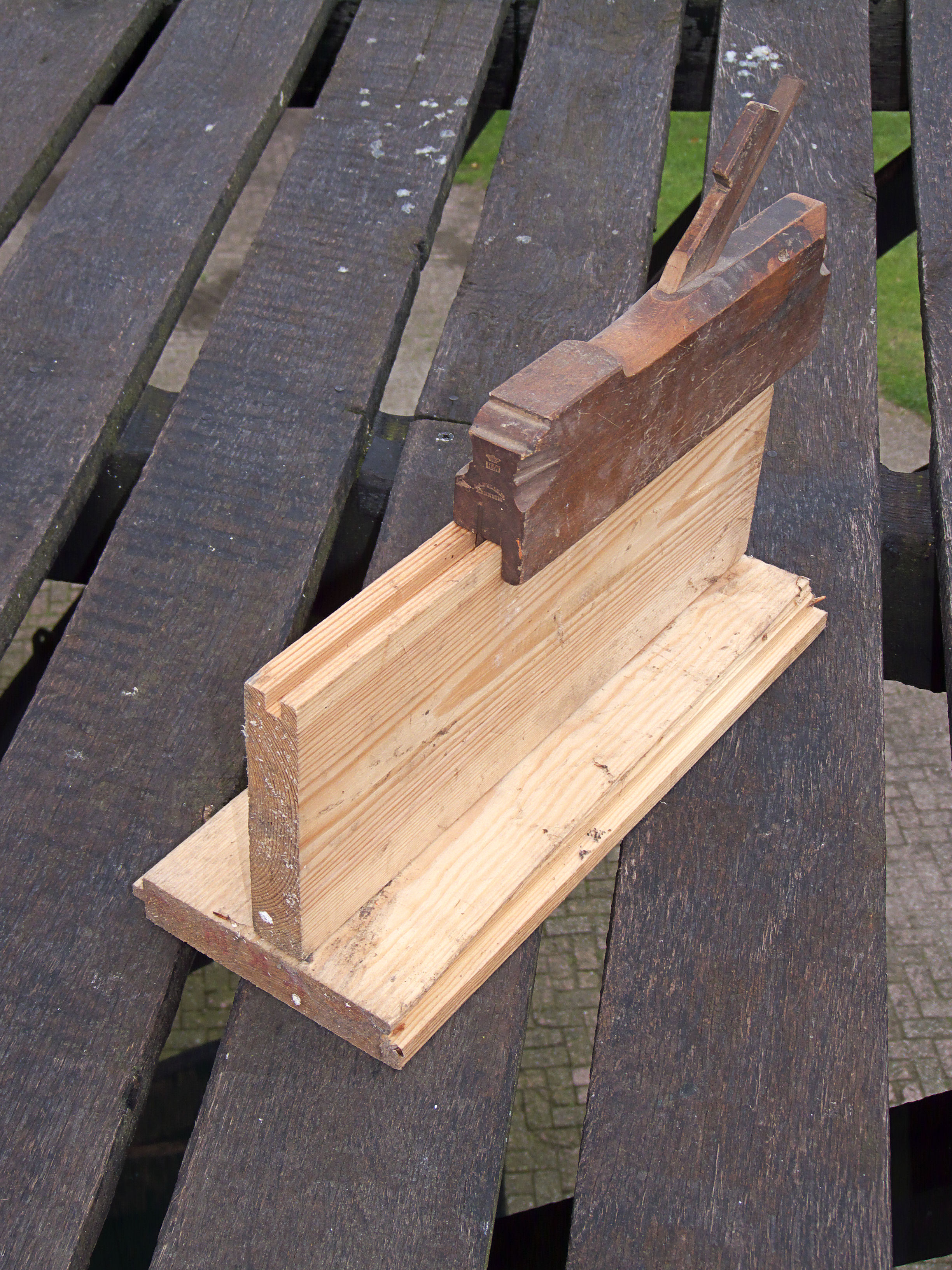
Rabot à rainure (ploegschaaf)
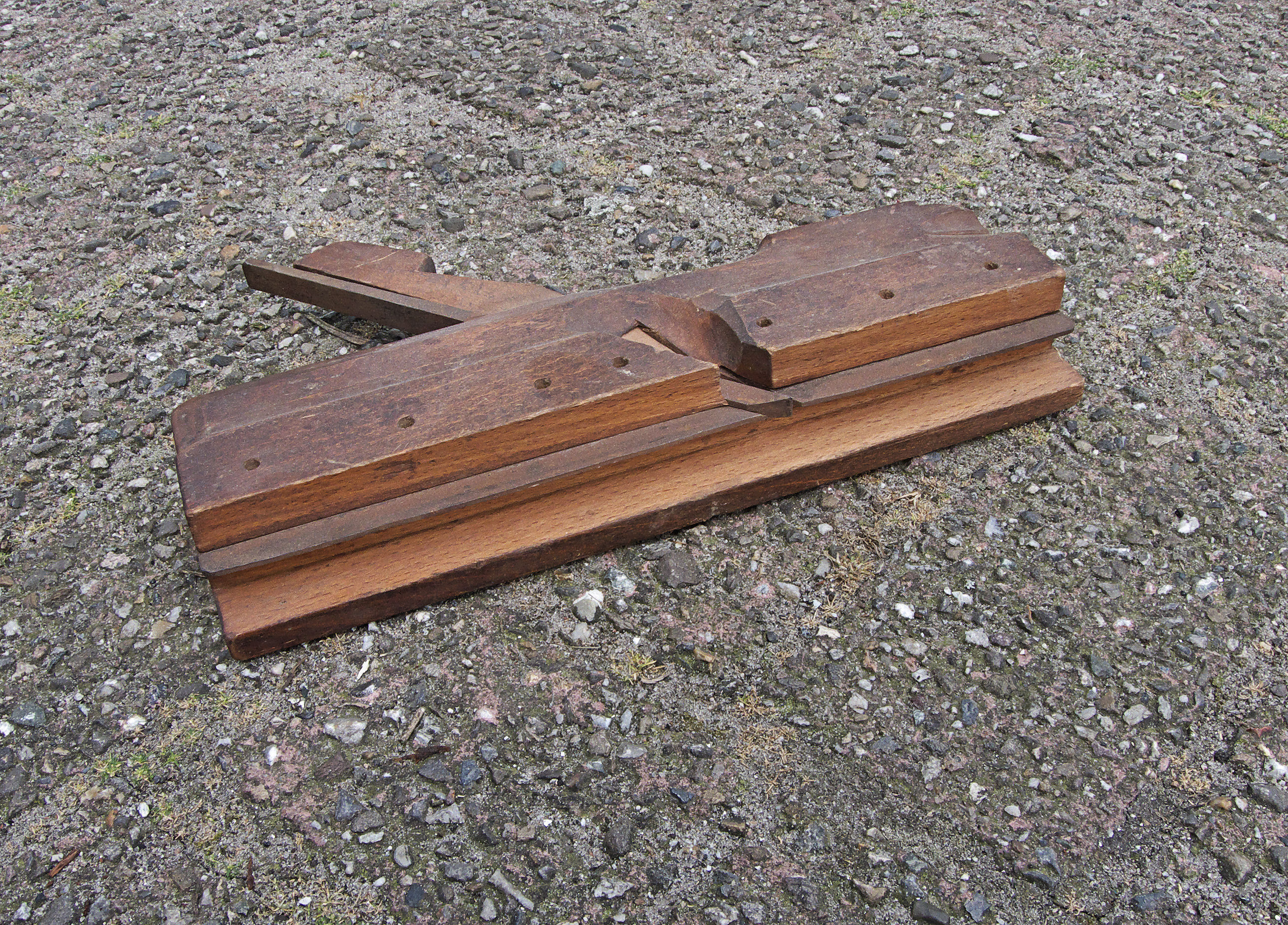
Rabot à rainures (groevenschaaf)
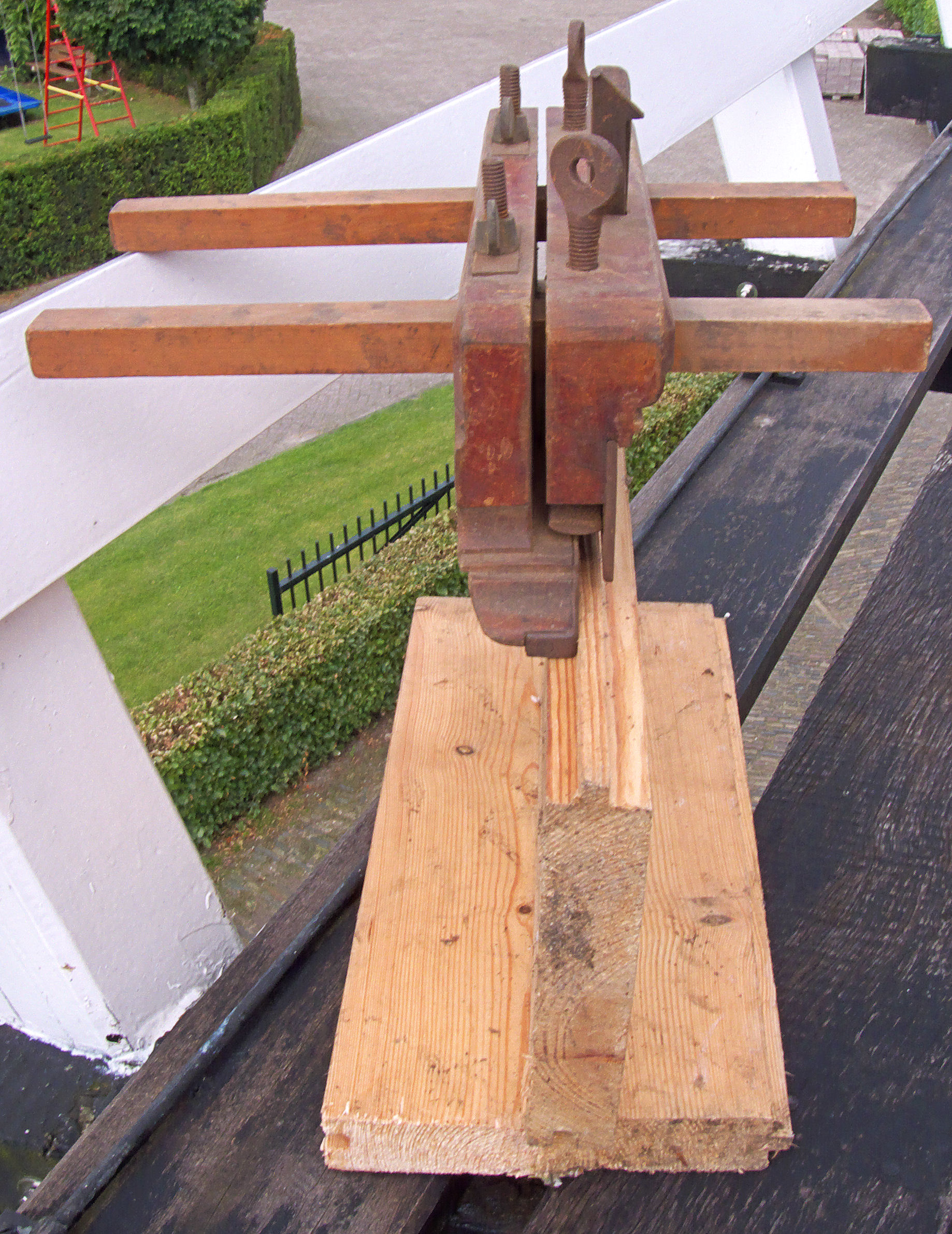
Rabot à languettes (veerploeg)
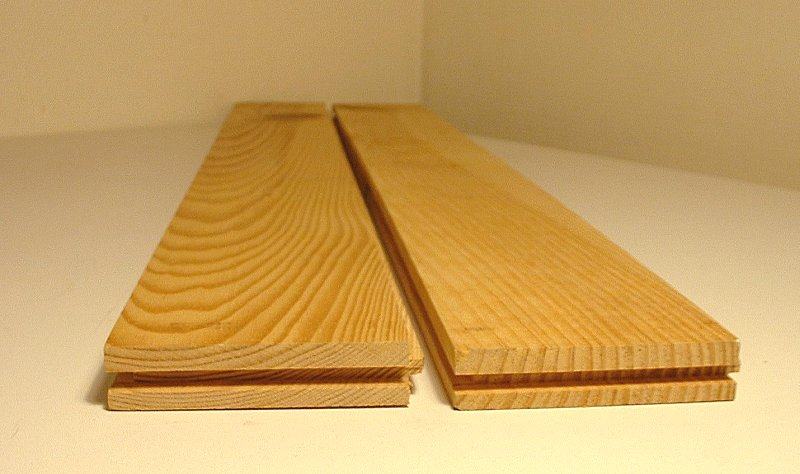
Deux planches prêtes à être assemblées :  languette à gauche, rainure à droite.